# Decima
La decima è un tributo di un "decimo", che è esistito fin dall'antichità.
Nell'antica Roma, era la decima parte del reddito che l'agricoltore doveva all'erario come imposta.

## La decima nella Bibbia
Nella Bibbia, la decima (in ebraico מעשׂר‎?, ma‛ăśêr, in greco δεκάτη, dekatē) era una tassa imposta sugli agricoltori e allevatori di bestiame della decima parte dei prodotti del suolo e del gregge per sostenere i Leviti e i sacerdoti (Levitico 27,30-32).
Alcuni affermano che la decima era già praticata in tempi antichissimi come segno di riconoscenza a Dio dal quale proviene ogni cosa (Genesi, citando gli episodi di Abramo e Melchisedek e il voto di Giacobbe in Genesi 14,20; 28,22). Comunque, nell’episodio di Genesi 14, Abramo diede la decima parte del bottino di guerra a Melchisedek, non della sua proprietà personale, e inoltre restituì il 90% del bottino al re di Sodoma.
Non c'è nessun passo della Bibbia che dice che Abramo diede "la decima" parte della sua proprietà a qualcuno. Inoltre, il voto di Giacobbe è il contrario di ciò che alcune denominazioni cristiane insegnano: invece di dare la decima parte della sua proprietà prima di ricevere le benedizioni di Dio, Giacobbe giura che soltanto se Dio l'avrà benedetto e riportato a casa di suo padre, solo allora avrebbe dato la decima a Dio.
Si legge in Genesi 32,13-15 che dopo 21 anni Giacobbe lascia la casa dello zio Labano molto benedetto con mogli, figli e animali, ma non è noto se Giacobbe abbia adempiuto il suo voto: nemmeno a chi avrebbe potuto dare la decima come rappresentante di Dio.
Il Deuteronomio insiste su questo carattere di riconoscenza, manifestato anche dal gioioso banchetto che ne accompagnava la presentazione (Deuteronomio 12,18; 14,22-26; 12-15).
Le decime servivano a provvedere alle necessità del culto nel tempio ed erano concesse in proprietà ai Leviti (Numeri 18,20-24). Questi, a loro volta, davano ai sacerdoti la decima di quel che possedevano (Numeri 18,25-28; Neemia 10:37,38). Così, però, la decima perde il suo carattere di sacrificio di riconoscenza.
Nel Giudaismo la decima diventa oggetto di minuziose prescrizioni, cui i Farisei davano grande importanza. Gesù predica contro l'ipocrisia di pagare la decima della menta, dell'aneto e del comino e trascurare lo spirito dei precetti religiosi (Matteo 23:23; Luca 18:12).

## Le primizie nella Didaché
Nella Chiesa apostolica dei primordi non si trovano esempi di contributi ecclesiastici fissi ed obbligatori, ispirati all'antico uso delle decime.
Non vi è nessun esempio nel Nuovo Testamento di cristiani sotto il Nuovo Patto che osservano la legge della decima. In un testo extra-biblico chiamato Didaché sono contenuti dei consigli dati ai destinatari dello scritto di prendere "le primizie di tutti i prodotti del torchio e della messe, dei buoi e delle pecore e [darle] ai profeti, perché essi sono i vostri Sommi Sacerdoti".
- Così pure il vero insegnante è degno, come l'operaio, del suo nutrimento.
- Prenderai perciò le primizie di tutti i prodotti del torchio e della messe, dei buoi e delle pecore e le darai ai profeti, perché essi sono i vostri Sommi Sacerdoti.
- Se però non avete un profeta, date ai poveri.
- Se fai il pane, prendi la primizia e dà secondo il precetto.
- E così, se apri un'anfora di vino o di olio, prendi le primizie e dalle ai profeti.
- Del denaro, del vestiario e di tutto quello che possiedi, prendi poi le primizie come ti sembra più opportuno e dà secondo il precetto.»

(Didaché, cap. 13)
È importante non confondere "le primizie" con "le decime": le prime erano un'offerta di una piccola parte del raccolto non legata al concetto di una percentuale dell'intero raccolto. È interessante che né il pastore, né l'apostolo, né l'evangelista vengono menzionati qui; soltanto profeta e insegnante e la quantità è stabilita con l'espressione "come ti sembra più opportuno" (13:7). Inoltre la Didaché aggiunge: "Se però non avete un profeta, date ai poveri." (Didaché 13,4)
Altri passi della Didaché sul dare includono:
(Didaché, cap. 4,6-8)
(Didaché, cap. 11,12)
(Didaché, cap. 12,1-5)

## La decima nella storia della Chiesa

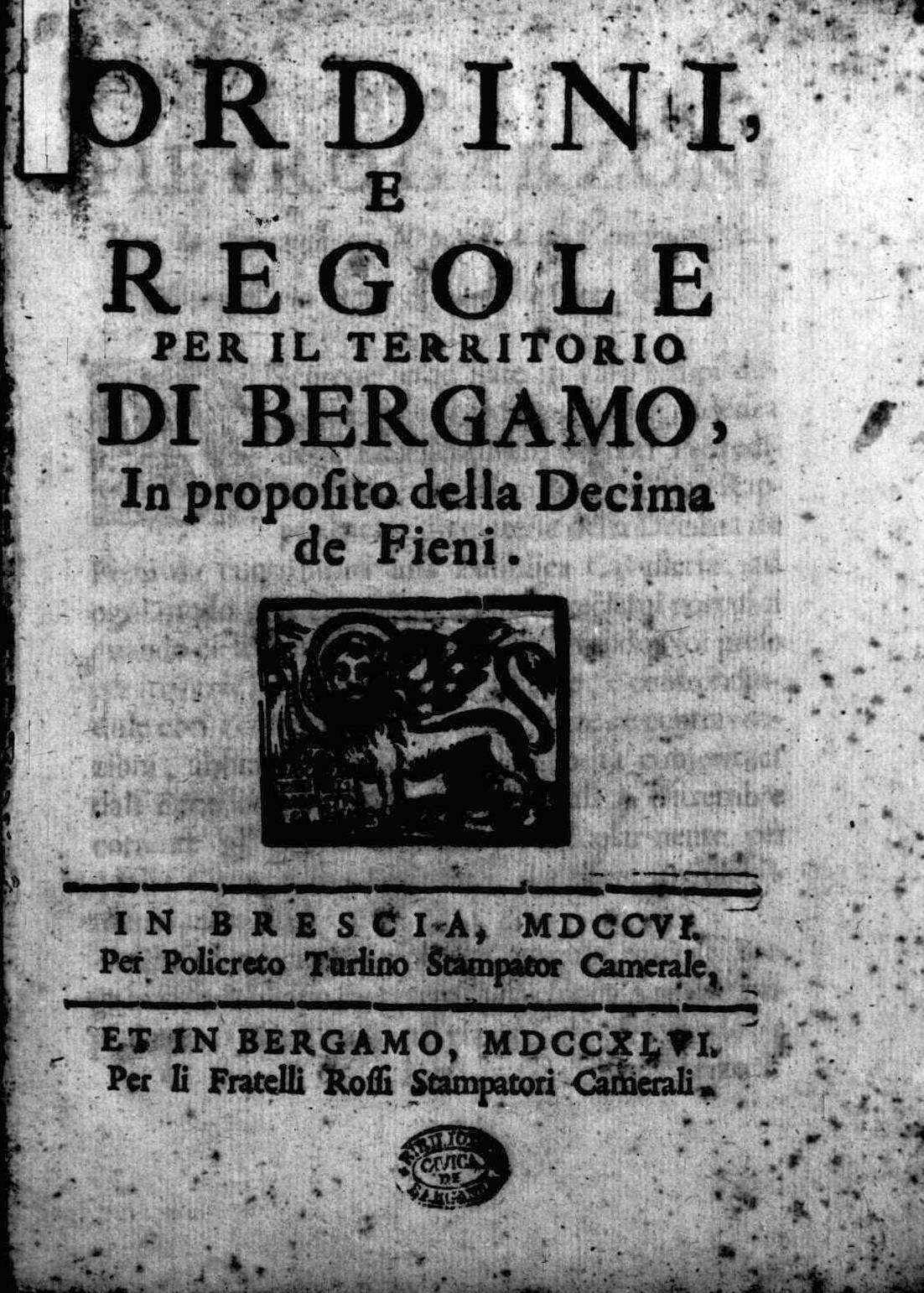
Ordini e regole per il territorio di Bergamo in proposito delle decima dei fieni, 1746

Con il V ed il VI secolo, la pratica della decima si stabilisce in tutta la Chiesa occidentale. Nell'VIII secolo, i governanti carolingi rendono la decima parte della legge civile, come compenso necessario per il mantenimento dell'altare e delle funzioni pastorali (non è un diritto signorile).
Con il XII secolo i monaci, ai quali prima era stato proibito di ricevere decime mentre era loro richiesto di pagarle per poterne in parte godere, furono liberati dall'obbligo del pagamento. Sorgono così controversie sulle decime quando il popolo cerca di evadere il pagamento mentre altri cercavano di appropriarsi di queste entrate.
Le decime medioevali erano suddivise in prediali, dovute dai frutti della terra, personali, dovute dal lavoro; miste, dovute dal prodotto del bestiame. A loro volta queste ultime erano divise in grandi (derivate dal grano, dal fieno e dal legno) destinate al rettore o al curato della parrocchia; e piccole, da altre decime prediali, più le miste e le personali che andavano al parroco.
Il verso dantesco di elogio a San Domenico è di non aver richiesto le decime che sono dei poveri di Dio.
In Inghilterra, soprattutto nel XVI secolo e nel XVII secolo, la prescrizione delle decime era fonte di intensi conflitti, dato che la Chiesa di Stato per sopravvivere dipendeva dalle decime. I puritani inglesi ed altri volevano l'abolizione delle decime in favore di contributi volontari per il sostegno del clero. La questione delle decime, però, fa sorgere dispute senza fine ed amarezza, il che è concausa della Guerra civile inglese. Dopo la guerra civile, la decima legislativa sopravvive in Inghilterra fino al XX secolo.
Dalla fine del XVIII secolo e nel corso del XIX secolo le decime ecclesiastiche furono abolite nella maggior parte dei Paesi europei. In Francia la tassa fu abolita nel 1789, in Portogallo nel 1832, in Spagna nel 1841, in Irlanda nel 1871, in Italia nel 1887. In Inghilterra, nel 1836 la decima sui terreni fu convertita in un canone annuale da pagare alla parrocchia; nel 1936 la tassa fu abolita e sostituita da un'imposta annuale da versare allo Stato fino al 1996.
Oggi le legislazioni di alcuni Paesi europei prevedono l'esistenza di un'imposta ecclesiastica come la Kirchensteuer in Germania, che è pagata obbligatoriamente dai fedeli che sono iscritti negli elenchi di appartenenza alle religioni riconosciute dallo Stato. Altri Paesi prevedono invece il versamento alle religioni riconosciute dallo Stato di una quota del gettito fiscale in base alle scelte effettuate dai contribuenti, che in Italia corrisponde all'otto per mille.